# Péninsule de Bayfield

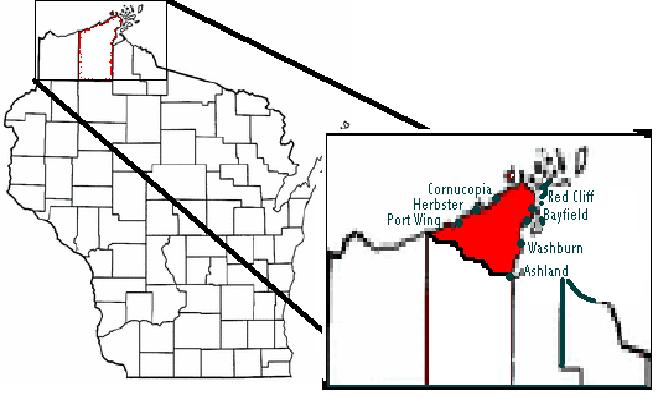
Représentation imagée de la péninsule de Bayfield

La péninsule de Bayfield (en anglais : Bayfield Peninsula) est une péninsule du nord du Wisconsin, aux États-Unis.
Donnant sur le lac Supérieur, les îles des Apôtres sont situées à sa pointe.